# Saubion

Saubion este o comună în departamentul Landes din sud-vestul Franței. În 2009 avea o populație de 1.323 de locuitori.

## Evoluția populației
| An        | 1975 | 1982 | 1990 | 1999 | 2006  | 2009  |
| --------- | ---- | ---- | ---- | ---- | ----- | ----- |
| Populație | 384  | 507  | 684  | 936  | 1.260 | 1.323 |